# Andromachos (Sohn des Achaios)
Andromachos (altgriechisch Ἀνδρόμαχος Andrómachos), Sohn des Achaios, war ein Feldherr des Seleukidenreichs im 3. vorchristlichen Jahrhundert.

## Leben
Andromachos war ein Sohn des Adligen Achaios des Älteren, über den er möglicherweise mit der Seleukidendynastie verbunden war. Seine Schwester Laodike I. war die Frau von König Antiochos II. und seine Tochter Laodike II. war mit König Seleukos II. verheiratet. Sein Sohn war Achaios der Jüngere († 213 v. Chr.), der sich später zum König erhob.
Während des Bruderkriegs zwischen Seleukos II. und Antiochos Hierax, die beide seine Neffen waren, hielt Andromachos ersterem die Treue, der zugleich auch sein Schwiegersohn war. Gemeinsam mit seinem Sohn trug Andromachos um das Jahr 228 v. Chr. in den armenischen Bergen einen Sieg über ein Heer des Antiochos Hierax davon. Zu einem unbekannten Zeitpunkt und unter nicht genannten Umständen war er in die Gefangenschaft des Königs Ptolemaios III. von Ägypten geraten, der ab 222 v. Chr. für seine Freilassung einen Seitenwechsel des jüngeren Achaios von Antiochos III. zu den Ptolemäern als Bedingung stellte. Achaios erhob sich 220 v. Chr. tatsächlich gegen den Seleukidenkönig; ob Andromachos freigelassen wurde, ist unbekannt.